# Varanus auffenbergi
Varanus auffenbergi là một loài thằn lằn trong họ Varanidae. Loài này được Sprackland miêu tả khoa học đầu tiên năm 1999.

## Hình ảnh

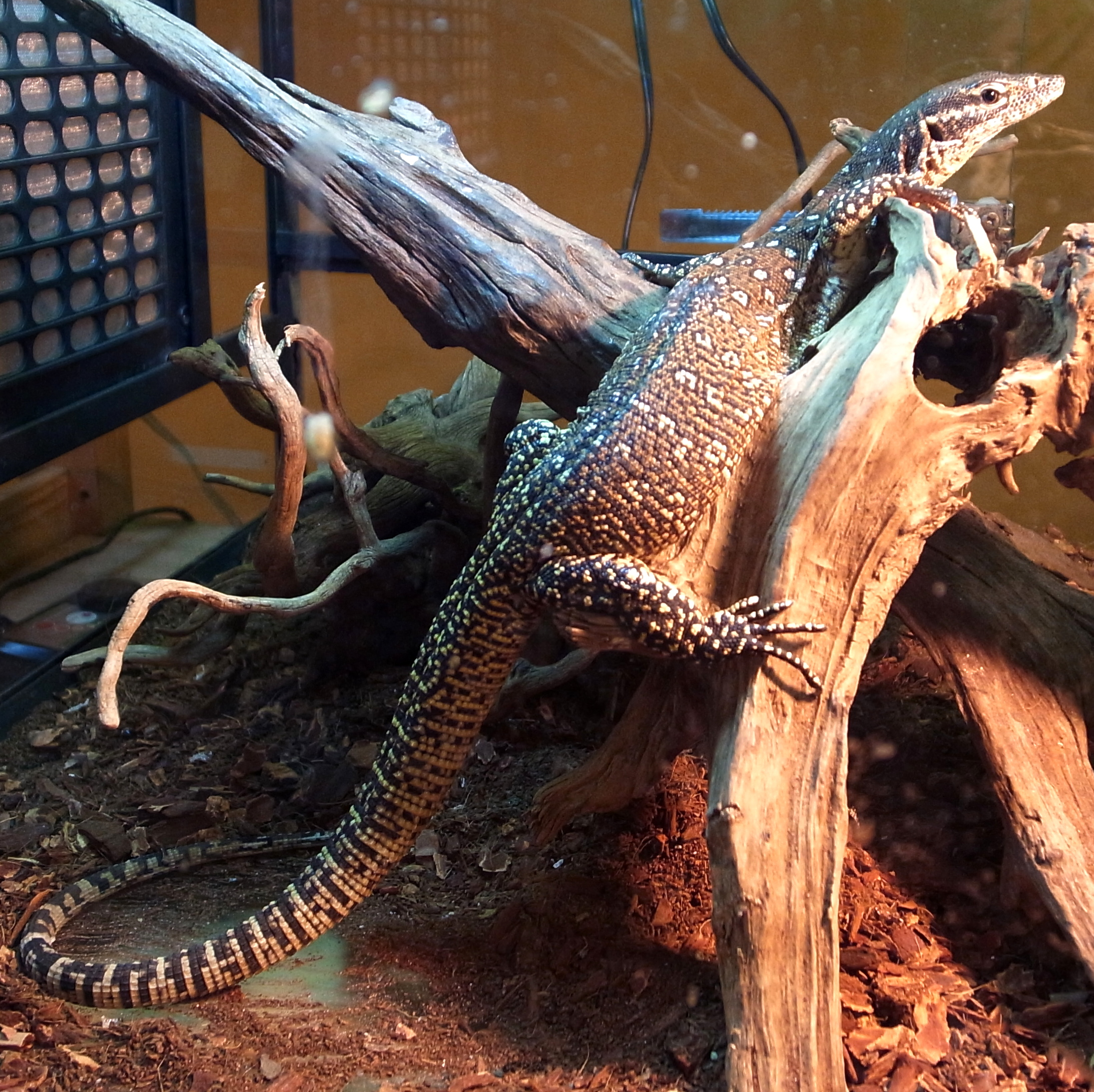